# Chính quy hóa hàm Zeta
Trong toán học và vật lý lý thuyết, chính quy hóa hàm zeta là một loại phương pháp chính quy hóa hoặc tính tổng, gán các giá trị hữu hạn cho các tổng hoặc tích phân kỳ và đặc biệt có thể được sử dụng để xác định định thức và dấu vết của một số toán tử tự liên kết. Kỹ thuật này ngày nay thường được áp dụng cho các bài toán trong vật lý, nhưng có nguồn gốc từ nỗ lực đưa ra ý nghĩa chính xác cho các tổng không có điều kiện xuất hiện trong lý thuyết số.

## Định nghĩa
Có một số phương pháp tính tổng khác nhau được gọi là chính quy hóa hàm zeta để xác định tổng của một chuỗi có thể phân kỳ {\displaystyle a_{1}+a_{2}+...}
Một phương pháp là xác định tổng chuẩn hóa zeta của nó. Nếu ζA(−1) xác định, trong đó hàm zeta được xác định cho Re(s) lớn bởi
{\displaystyle \zeta _{A}(s)={\frac {1}{a_{1}^{s}}}+{\frac {1}{a_{2}^{s}}}+\cdots }
nếu tổng này hội tụ và bằng cách tiếp tục phân tích ở nơi khác.
Trong trường hợp khi an = n, hàm zeta là hàm Riemann zeta thông thường. Phương pháp này được Euler sử dụng để "tính tổng" chuỗi 1 + 2 + 3 + 4 + ... thành ζ(−1) = −1/12.
Hawking (1977) đã chỉ ra rằng trong không gian phẳng, trong đó các giá trị riêng của Laplacian đã được xác định, hàm zeta tương ứng với hàm phân vùng có thể được tính toán một cách rõ ràng. Xét một trường vô hướng φ chứa trong một hộp lớn thể tích V trong không thời gian phẳng ở nhiệt độ T = β−1. Hàm phân hoạch được xác định bằng tích phân đường trên tất cả các trường φ trên không gian Euclide thu được bằng cách đặt τ = it = 0 trên thành hộp và tuần hoàn trong τ với chu kỳ β. Trong tình huống này, từ hàm phân hoạch, anh ta tính toán năng lượng, entropy và áp suất của bức xạ trường φ. Trong trường hợp không gian phẳng, các giá trị riêng xuất hiện trong các đại lượng vật lý thường được biết đến, trong khi trong trường hợp không gian cong, chúng không được biết đến: trong trường hợp này cần có các phương pháp tiệm cận.
Một phương pháp khác xác định tích vô hạn có thể phân kỳ a1a2.... là exp(−ζ′A(0)). Ray & Singer (1971) used điều này để xác định yếu tố quyết định của toán tử tự liên kết dương A với các giá trị riêng a1, a2, ...., và trong trường hợp này, hàm zeta chính thức là the trace of A−s. Minakshisundaram & Pleijel (1949) đã chỉ ra rằng nếu A là Laplacian của đa tạp Riemannian compact thì hàm Minaksundaram–Pleijel zeta hội tụ và có phép giải tích tiếp diễn như một hàm phân hình đối với mọi số phức, và Seeley (1967) đã mở rộng điều này thành các toán tử giả vi phân elliptic A trên các đa tạp Riemannian nhỏ gọn. Vì vậy, đối với các toán tử như vậy, người ta có thể xác định định thức bằng cách sử dụng chính quy hóa hàm zeta.
Hawking (1977) sđề xuất sử dụng ý tưởng này để đánh giá tích phân đường trong không thời gian cong. Ông đã nghiên cứu chính quy hóa hàm zeta để tính toán các hàm phân chia cho graviton nhiệt và lượng tử của vật chất trong nền cong chẳng hạn như trên đường chân trời của các lỗ đen và trên nền de Sitter bằng cách sử dụng mối quan hệ bằng phép biến đổi Mellin nghịch đảo với vết của hạt nhân nhiệt.

## Các ví dụ
Ví dụ đầu tiên trong đó chuẩn hóa hàm zeta khả dụng xuất hiện trong hiệu ứng Casimir, hiệu ứng này nằm trong một không gian phẳng với sự đóng góp phần lớn của trường lượng tử trong không gian ba chiều. Trong trường hợp này, chúng ta phải tính giá trị của hàm Riemann zeta tại -3, tại đây hàm phân kỳ rõ ràng. Tuy nhiên, nó có thể được tiếp tục phân tích thành s=-3 , do đó mang lại một giá trị hữu hạn cho biểu thức. Một ví dụ chi tiết về sự chính quy hóa này được đưa ra trong bài viết về ví dụ chi tiết về hiệu ứng Casimir, trong đó tổng kết quả rất rõ ràng là hàm zeta Riemann (và trong đó việc tiếp tục phân tích dường như legerdemain loại bỏ một vô hạn cộng, để lại một giá trị vật lý số hữu hạn có nghĩa).
Một ví dụ về chính quy hóa hàm zeta là tính toán giá trị kỳ vọng chân không của năng lượng trường hạt trong lý thuyết trường lượng tử. Tổng quát hơn, cách tiếp cận hàm zeta có thể được sử dụng để chuẩn hóa toàn bộ tensor năng lượng – động lượng trong không thời gian cong.
Giá trị không được kiểm soát của năng lượng được đưa ra bằng tổng trên năng lượng điểm không của tất cả các chế độ kích thích của chân không:
{\displaystyle \langle 0|T_{00}|0\rangle =\sum _{n}{\frac {\hbar |\omega _{n}|}{2}}}
Trong đó, {\displaystyle T_{00}} là thành phần thứ 0 của tenxơ năng lượng – động lượng và tổng (có thể là tích phân) được hiểu là mở rộng trên tất cả các chế độ năng lượng (dương và âm) {\displaystyle \omega _{n}}; giá trị tuyệt đối cho ta thấy năng lượng được coi là dương. Tổng này, như đã viết, thường là vô hạn ({\displaystyle \omega _{n}}thường là tuyến tính theo n). Tổng có thể được chuẩn hóa bằng cách viết nó dưới dạng
{\displaystyle \langle 0|T_{00}(s)|0\rangle =\sum _{n}{\frac {\hbar |\omega _{n}|}{2}}|\omega _{n}|^{-s}}
trong đó s là một số tham số, được coi là một số phức. Mở rộng, đối với số thực s lớn hơn 4 (đối với không gian ba chiều), tổng rõ ràng là hữu hạn, và do đó thường có thể được đánh giá theo lý thuyết.
Quy tắc hóa zeta rất hữu ích vì nó thường có thể được sử dụng theo cách sao cho các đối xứng khác nhau của hệ thống vật lý được bảo toàn. Chính quy hóa hàm Zeta được sử dụng trong lý thuyết trường phù hợp, tái chuẩn hóa và trong việc cố định chiều không thời gian tới hạn của lý thuyết dây.

## Mối quan hệ với các quy định khác
Chính quy hóa hàm Zeta tương đương với chính quy hóa thứ nguyên. Tuy nhiên, ưu điểm chính của chuẩn hóa zeta là nó có thể được sử dụng bất cứ khi nào chuẩn hóa thứ nguyên không thành công, ví dụ nếu có ma trận hoặc tensors bên trong phép tính {\displaystyle \epsilon _{i,j,k}}

## Lịch sử
Phần lớn công việc ban đầu thiết lập sự hội tụ và tương đương của chuỗi được chính quy hóa với nhân nhiệt và phương pháp chính quy hóa hàm zeta được thực hiện bởi G. H. Hardy và J. E. Littlewood vào năm 1916 và dựa trên ứng dụng của tích phân Cahen–Mellin. Nỗ lực được thực hiện để thu được các giá trị cho các tổng hội tụ có điều kiện, không xác định khác nhau xuất hiện trong lý thuyết số.
Về mặt ứng dụng với vai trò là bộ điều chỉnh trong các bài toán vật lý, trước đây Hawking (1977), J. Stuart Dowker và Raymond Critchley vào năm 1976 đã đề xuất một phương pháp chính quy hóa hàm zeta cho các bài toán vật lý lượng tử. Emilio Elizalde và những người khác cũng đã đề xuất một phương pháp dựa trên chuẩn hóa zeta cho tích phân {\displaystyle \int _{a}^{\infty }x^{m-s}dx}, here {\displaystyle x^{-s}} là một bộ điều chỉnh và tích phân phân kỳ phụ thuộc vào các số  {\displaystyle \zeta (s-m)} trong giới hạn khi {\displaystyle s\to 0} . Cũng không giống như các chính quy hóa khác như chính quy hóa thứ nguyên và chính quy hóa giải tích, chính quy hóa zeta không có phản điều kiện và chỉ cho kết quả hữu hạn.